# Oligonychus longiclavatus
Oligonychus longiclavatus är en spindeldjursart som först beskrevs av Reck 1953.  Oligonychus longiclavatus ingår i släktet Oligonychus och familjen Tetranychidae. Inga underarter finns listade i Catalogue of Life.